# Cabo Velas
Cabo Velas es un distrito del cantón de Santa Cruz, en la provincia de Guanacaste, de Costa Rica.

## Historia
Cabo Velas fue creado el 30 de noviembre de 1988 por medio de Acuerdo Ejecutivo 430.

## Geografía
Cabo Velas cuenta con un área de 73,7 km² y una altitud media de 26 m s. n. m.

## Demografía
Para el año 2022, Cabo Velas cuenta con una población estimada de 3776 habitantes, y para el último censo efectuado, en 2011, Cabo Velas contaba con una población de 3362 habitantes.

## Localidades
- Cabecera: Matapalo
- Poblados: Brasilito, Buen Pastor, Conchal, Flamingo, Garita Vieja, Jesús María, Lajas, Lomas, Playa Cabuya, Playa Grande, Playa Mina, Playa Real, Puerto Viejo, Salinas, Salinitas, Tacasolapa, Zapotillal.

## Transporte

### Carreteras
Al distrito lo atraviesan las siguientes rutas nacionales de carretera:
- Ruta nacional 155
- Ruta nacional 180
- Ruta nacional 911
- Ruta nacional 933